# Прем'єр-міністр Лесото
Прем'єр-міністр Королівства Лесото — голова уряду держави Лесото, фактичний керівник цієї держави, яка є конституційною монархією. Згідно з останньою конституцією Лесото від 1993 року прем'єр-міністр Лесото обирається парламентом Лесото за результатами парламентських виборів.

## Список прем'єр-міністрів Лесото
- 6 травня — 7 липня 1965 — Секгоньяна Неемія Масерібане
- 7 липня 1965 — 20 січня 1986 — Леабуа Джонатан
- 24 січня 1986 — 2 травня 1991 — Джастін Лекганья
- 2 травня 1991 — 2 квітня 1993 — Еліас Рамаема
- 2 квітня 1993 — 17 серпня 1994 — Нтсу Мохеле
- 17 серпня  — 14 вересня 1994 — Гае Фуфоло
- 14 вересня 1994 — 29 травня 1998 — Нтсу Мохеле (вдруге)
- 29 травня 1998 — 8 червня 2012 — Бетуель Пакаліта Мосісілі
- 8 червня 2012 — 7 березня 2015 — Том Табане
- 7 березня 2015 — 16 червня 2017 — Бетуель Пакаліта Мосісілі (вдруге)
- 16 червня 2017 — 21 квітня 2020 — Том Табане (вдруге)
- 20 травня 2020 — 28 жовтня 2022 - Моекетсі Маджоро
- 28 жовтня 2022 -  Сем Матекане